# روبرت جيبسون (سياسي)
روبرت جيبسون هو سياسي كندي، ولد في 14 نوفمبر 1932 في كينورا في كندا، وتوفي في 26 مارس 1966 في تورونتو في كندا. حزبياً، نشط في الحزب الليبرالي في أونتاريو ‏. وقد انتخب عضو برلمان مقاطعة أونتاريو.